# Walter Peterson
Walter Ernest Peterson (Dublín, 7 de novembre de 1883 – ?) va ser un jugador d'hoquei sobre herba irlandès que va competir a principis del segle xx. Era germà de John Peterson.
El 1908 va prendre part en els Jocs Olímpics de Londres, on va guanyar la medalla de plata en la competició d'hoquei sobre herbal, com a membre de l'equip irlandès.